# Baja-California-Ziesel
Der Baja-California-Ziesel (Otospermophilus atricapillus, Syn.: Spermophilus atricapillus) ist eine Hörnchenart aus der Gattung Otospermophilus. Er lebt ausschließlich auf der zu Mexiko gehörenden Halbinsel Niederkalifornien.

## Merkmale
Der Baja-California-Ziesel erreicht eine Kopf-Rumpf-Länge von etwa 23,0 bis 30,0 Zentimetern bei einem Gewicht von 230 bis 500 Gramm. Der Schwanz wird etwa 20 Zentimeter lang und ist damit kürzer als der restliche Körper, jedoch im Vergleich zu anderen Zieseln sehr lang und ausgeprägt. Die Arten der Gattung haben einen braun gesprenkelten bis fleckigen Rücken, der sich aus der braun-sandfarbenen Bänderung der Rückenhaare ergibt. Auffällig beim Baja-California-Ziesel ist ein dunkler, dreieckiger Fleck, der sich vom Hinterkopf über den Nacken und vorderen Rücken zieht. Die Haare des hinteren Rückens und des Schwanzes sind schwarz an der Basis und weißlich-rosa-sandfarben an der Spitze. Um die Augen besitzen die Tiere einen hellen Augenring. Vom Felsenziesel (Otospermophilus variegatus) unterscheidet sich die Art durch den Rückenfleck, gegenüber dem Kalifornischen Ziesel (Otospermophilus beecheyi) besitzen beide einen deutlich längeren Schwanz.

## Verbreitung

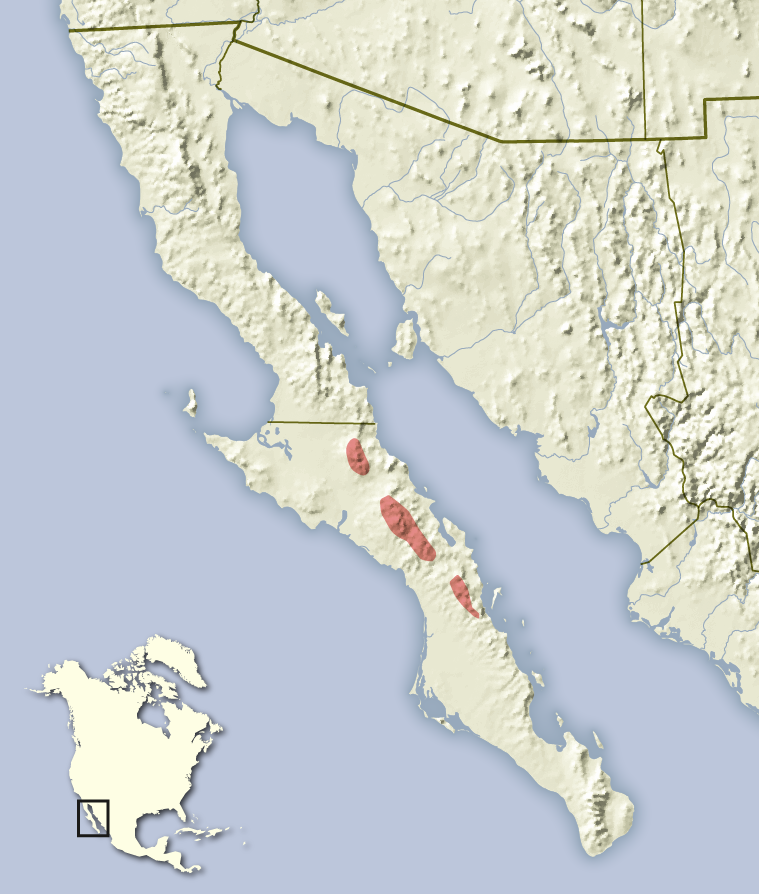
Verbreitungsgebiet des Baja-California-Ziesels

Der Baja-California-Ziesel ist endemisch auf der Halbinsel Niederkalifornien im mexikanischen Bundesstaat Baja California Sur (Süd-Niederkalifornien). Nach alternativen Angaben kommt er auch im äußersten Süden von Baja California vor.

## Lebensweise
Der Baja-California-Ziesel lebt vor allem Bergregionen vulkanischem Ursprungs mit einer trockenen Buschvegetation. Zur typischen Vegetation des Lebensraumes gehören verschiedene Kakteengewächse wie Pachycereus pringlei, Cylindropuntia cholla, der Orgelpfeifenkaktus (Stenocereus thurberi) und Stenocereus gummosus sowie andere Wüstenpflanzen wie Prosopis juliflora, Lysiloma candida, Bursera cerasiflora und Jatropha cinerea. Als Habitatspezialist kommt der Ziesel innerhalb des Verbreitungsgebiets sehr fragmentiert vor, dabei kann man die Tiere hauptsächlich in der Nähe von Wasserlöchern der Gigantas Sierra und Sierra de San Francisco antreffen.
Über die Lebensweise liegen nur wenig Informationen vor und es gibt nur wenige Beobachtungen zum Verhalten und zur Ökologie des Baja-California-Ziesels. Die Nahrung besteht wahrscheinlich wie bei anderen Arten der Ziesel vor allem aus Vegetationsteilen und verfügbaren Samen sowie Insekten. Da die Tiere auch im Winter gefangen wurden, sind sie wahrscheinlich das ganze Jahr aktiv oder haben nur eine kurze Winterpause. Prädatoren sind wahrscheinlich Kojoten (Canis latrans), zudem ist mit Enderleinellus orboni eine Art von Tierläusen bekannt, die den Baja-California-Ziesel parasitiert.

## Systematik
Der Baja-California-Ziesel wird als eigenständige Art innerhalb der Gattung der Otospermophilus eingeordnet. Die Art wurde lange als Teil der Ziesel und darin innerhalb der Untergattung Otospermophilus eingeordnet, nach einer umfassenden molekularbiologischen Untersuchung wurde diese jedoch als eigenständige Gattung gemeinsam mit mehreren weiteren Gattungen betrachtet. Die wissenschaftliche Erstbeschreibung stammt von dem amerikanischen Zoologen Walter E. Bryant aus dem Jahr 1889. Er beschrieb die Art als Unterart des Felsenziesels unter dem Namen Spermophilus grammurus atricapillus anhand von Individuen aus der Region Comondú auf der Halbinsel Niederkalifornien. 1959 wurde er durch Hall und Kelson erstmals als eigene Art Spermophilus atricapillus angesehen.
Der Felsenziesel wird als Schwesterart des Baja-California-Ziesels betrachtet, allerdings konnten bei molekularbiologischen Untersuchungen der auf der mitochondrialen DNA liegenden Cytochrom-b-Sequenzen keine signifikanten Unterschiede identifiziert werden; die Sequenzunterschiede des Baja-California-Ziesels lagen innerhalb der genetischen Varianz des Felsenziesels.
Innerhalb der Art werden neben der Nominatform keine Unterarten unterschieden.

## Status, Bedrohung und Schutz

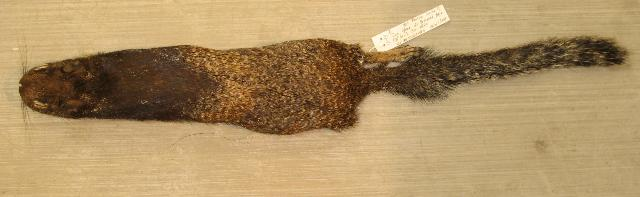
Pelz des Baja-California-Ziesels

Der Baja-California-Ziesel wird von der International Union for Conservation of Nature and Natural Resources (IUCN), die den Baja-California-Ziesel als Unterart des Kalifornischen Ziesel (Otospermophilus beecheyi) führt, als bedroht (Endangered) eingeordnet. Es liegen jedoch keine konkreten Bestandszahlen vor. Begründet wird dies durch das begrenzte Verbreitungsgebiet mit einer Fläche von weniger als 5000 km2 sowie die starke Fragmentierung der Lebensräume. Zudem wird ein Rückgang durch die Bejagung der Tiere angenommen, in einigen Gebieten wird die Art als Schädling an Kürbis- und Datil-Pflanzungen betrachtet.

## Belege
1. 1 2  Kristofer M. Helgen, F. Russell Cole, Lauren E. Helgen, Don E. Wilson: Generic Revision in the holarctic ground squirrels genus Spermophilus. Journal of Mammalogy 90 (2), 2009; S. 270–305. doi:10.1644/07-MAMM-A-309.1
2. 1 2 3 4 5 6 7  Richard W. Thorington Jr., John L. Koprowski, Michael A. Steele: Squirrels of the World. Johns Hopkins University Press, Baltimore MD 2012; S. 292–293. ISBN 978-1-4214-0469-1
3. 1 2 3 4  Otospermophilus beecheyi ssp. atricapillus in der Roten Liste gefährdeter Arten der IUCN 2015.1. Eingestellt von: S.T. Álvarez-Castañeda, I. Castro-Arellano, T. Lacher, 2008. Abgerufen am 25. Juni 2015.
4. ↑  Matthew D. Herron, Todd A. Castoe, Christopher L. Parkinson: Sciurid phylogeny and the paraphyly of holarctic ground squirrels (Spermophilus). Molecular Phylogenetics and Evolution 31, 2004; S. 1015–1030. (Volltext (Memento vom 17. April 2015 im Internet Archive), PMID 15120398)
5. 1 2  Spermophilus atricapillus In: Don E. Wilson, DeeAnn M. Reeder (Hrsg.): Mammal Species of the World. A taxonomic and geographic Reference. 2 Bände. 3. Auflage. Johns Hopkins University Press, Baltimore MD 2005, ISBN 0-8018-8221-4.
6. ↑  Sergio Ticul Alvarez-Castañeda, Gustavo Arnaud, Eric Yensen: Spermophilus atricapillus. Mammalian Species 521, 1996; S. 1–4. ( Volltext (Memento vom 26. Juni 2015 im Internet Archive))
7. ↑  Sergio Ticul Alvarez-Castañeda, Patricia Cortés-Calva: Genetic evaluation of the Baja California rock squirrel Otospermophilus atricapillus (Rodentia: Sciuridae). Zootaxa 3138, 2011; S. 35–51. ( Volltext (Memento vom 26. Juni 2015 im Internet Archive))